# 维克托·佩列温
维克托·奥列戈维奇·佩列温（羅馬化：Viktor Olegovich Pelevin；1962年11月22日—），俄罗斯后现代派小说家，生于莫斯科。他是当今俄罗斯文坛最突出，最具影响力的作家之一，被认为是当代俄罗斯严肃文学家中唯一的畅销书作家。他的作品雅俗共赏，为俄罗斯各阶层读者喜爱。

## 生平
佩列温1962年出生于莫斯科一个军人家庭，1985年毕业于莫斯科动力学院电力设备与工业交通自动化系，后于1989年考入高尔基文学院函授部，但未毕业。在朋友的介绍下进入“神话”出版社从事编辑工作。现为自由作家，在编辑工作之余，他翻译了不少美国人类学家卡洛斯·卡斯塔奈达的著作，同时通过俄译本接触了《老子》和《庄子》。这段经历使他受益非浅，也在很大程度上影响了他日后的写作。他曾參與過美國愛荷華大學的國際寫作計劃。

## 特点
- 其作品都是反映当今现实生活，主人公多为俄罗斯新贵或白领。
- 语言随意、机智、圆滑，充满讽刺与调侃[3]。

## 作品
- 《伊格纳特魔法师和人们》（Дед Игнат и люди）（1989）处女作。
- 《蓝灯》(Синий фонарь)（1992）短篇小说集。1993年获小布克奖。
- 《奥蒙·拉》(Омон Ра)（1992）中篇小说，发表于文学杂志《旗》(Знамя)。这篇小说使得佩列温在严肃文学界名声大噪，成为他文学创作生涯的转折点。
- 《昆虫的生活》(Жизнь насекомых)（1994）
- 《黄箭》(Желтая стрела）（1994）
- 《夏伯阳与虚空》(Чапаев и Пустота)（1996）长篇小说，在俄罗斯文坛轰动一时。
- 《“百事”一代（英语：Generation "П"）》（1999）长篇小说，代表作。
- 《V帝國》（Empire V) (2006)
- 《t》(2009) 长篇小说，获2010年俄罗斯大书奖三等奖和人民选择奖。
- 《美女菠萝水》(Ананасная вода для прекрасной дамы)（2010）

## 中译本
- 《“百事”一代》 刘文飞译，人民文学出版社（2001）
- 《夏伯阳与虚空》 郑体武译，上海译文出版社 （2004）
- 《V帝國》 朱李靈译，重慶出版社（2024）

## 研究著作
- 《游戏·禅宗·后现代：佩列温后现代主义诗学研究》 郑永旺著，人民文学出版社（2007）。本书是对《恰巴耶夫与普斯托塔》（即《夏伯阳与虚空》）的解读之作。

## 链接
- 佩列温小说《П一代》搬上银幕 （页面存档备份，存于）
- 佩列温：俄罗斯的王朔？ （页面存档备份，存于）